# ANZCERTA
L'ANZCERTA (acrònim de Australia New Zealand Closer Economic Relations Trade Agreement) és un tractat de lliure comerç entre Nova Zelanda i Austràlia que va ser creat el 1983. Un dels aspectes innovadors d'aquest tractat és que inclou en el protocol no només les mercaderies sinó també els serveis.
El 1995 l'ANZCERTA va signar un acord amb l'ASEAN per tal de facilitar els intercanvis comercials i financers entre ambdues regions.